# Cagoule
Pour les articles homonymes, voir Cagoule (homonymie).

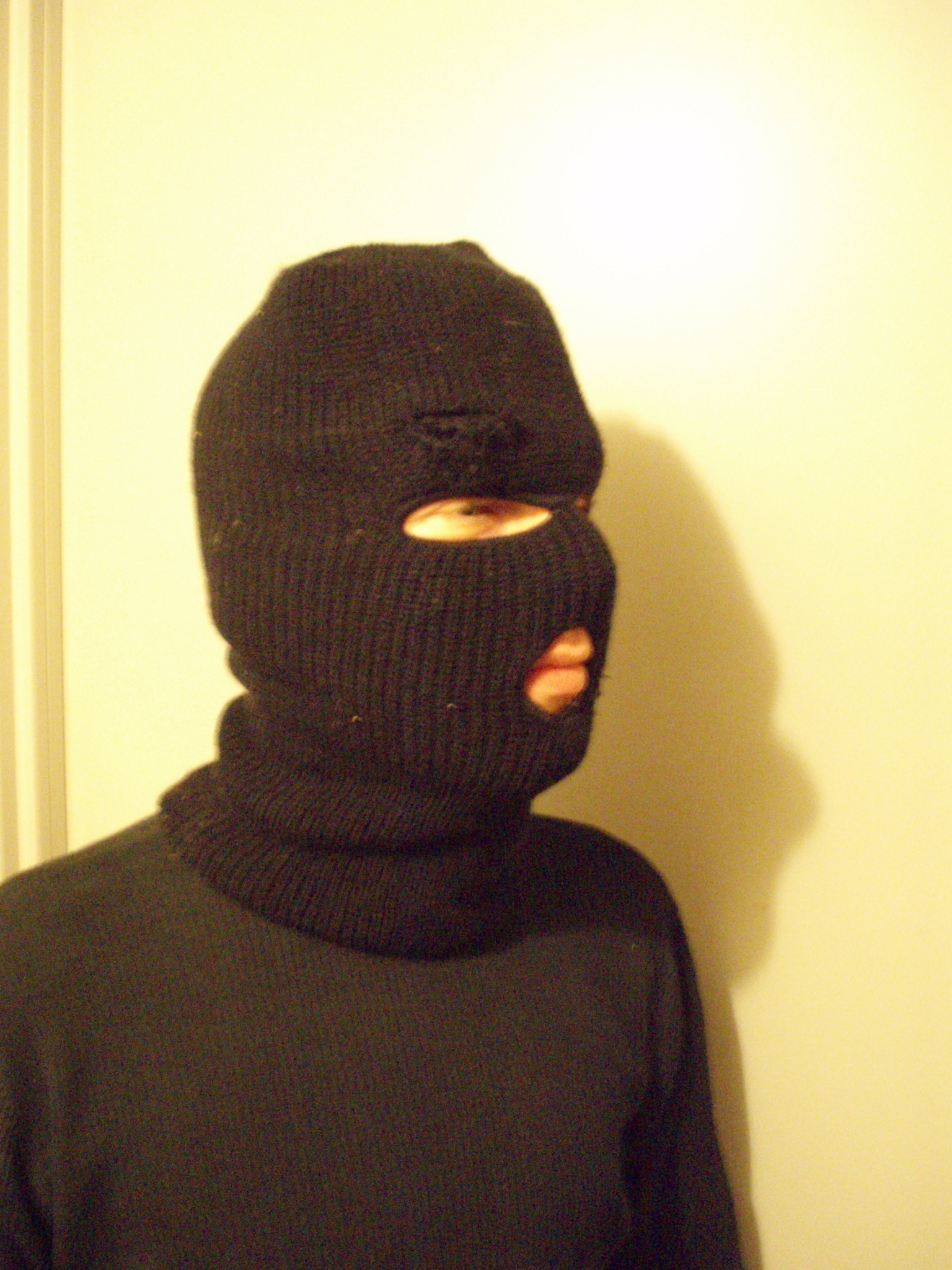
Exemple de cagoule.

Une cagoule ou un passe-montagne ou encore un cache-face en français acadien est un couvre-chef descendant en dessous du menton, masquant ainsi presque toute la tête et une partie du cou, à l'exception d'une ou plusieurs ouvertures réservées aux yeux et parfois à la bouche, voire au visage entier. Elle peut aussi être enroulée sur le haut du crâne, ressemblant ainsi à un bonnet, ou encore être portée sous un casque.

## Fonctions
La fonction initiale de la cagoule est de protéger du froid en maintenant la chaleur à l'intérieur. À cet égard, elle est notamment utilisée à moto ou en montagne, notamment pour pratiquer les sports d'hiver, afin de contrer les vents froids.

### Anonymat

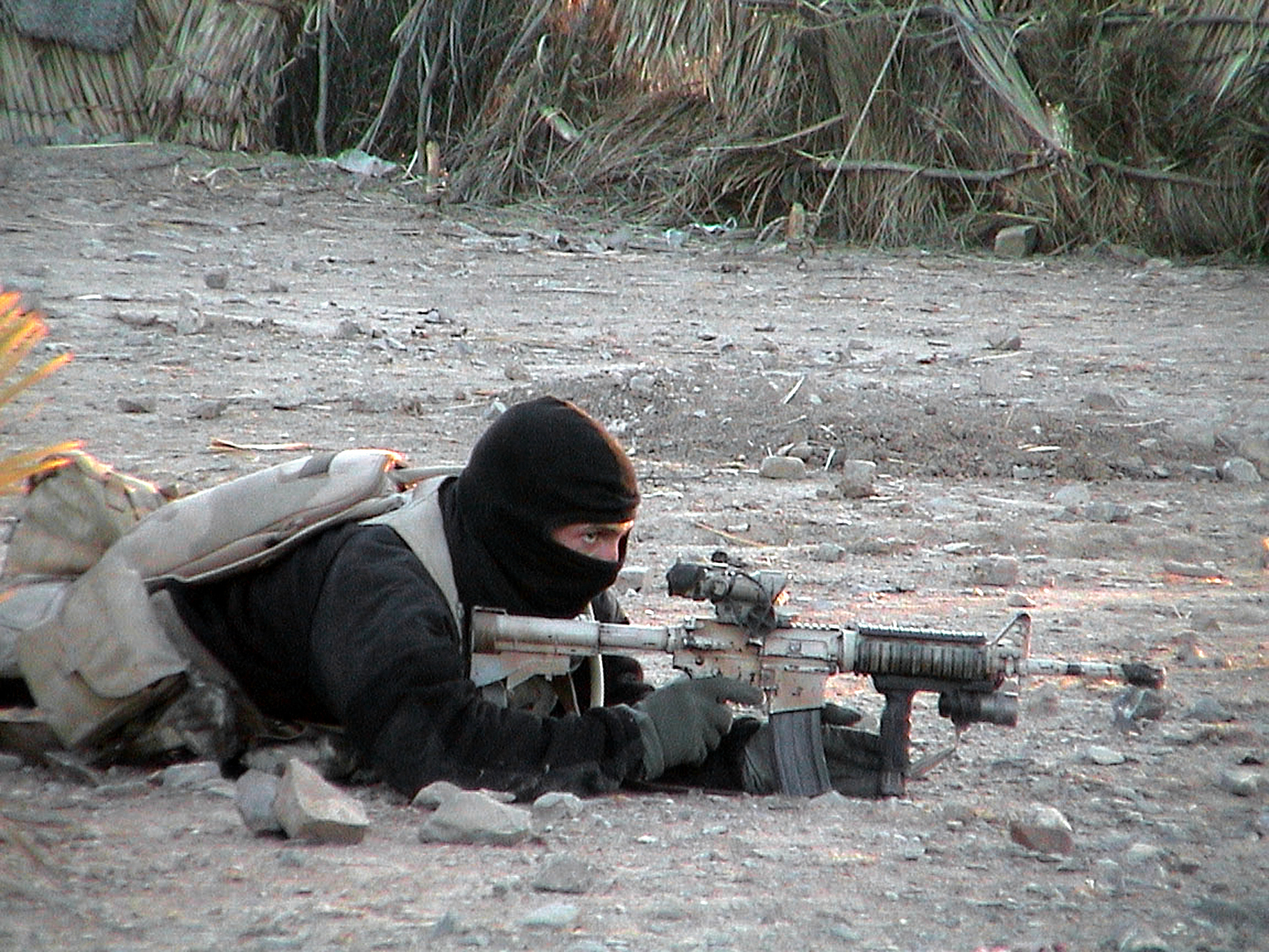
Un US Navy Seal portant une cagoule, en Afghanistan.

La façon dont elle couvre le visage garantissant l'anonymat à celui qui la porte, elle peut être utilisée par des individus ne souhaitant pas être reconnus, que ce soit pour des raisons tactiques (par des membres de forces spéciales ou d'élite, en alternative aux peintures faciales de camouflage), ou parce que les activités dans lesquelles ils sont engagés sont dangereuses : elles sont illégales et ils risquent d'être interpellés (terroristes, gangsters, casseurs), ou subversives et ils pourraient être menacés par le pouvoir en place (à l'image du sous-commandant Marcos), ou tout simplement honteuses (bourreau).
Les membres du Comité secret d'action révolutionnaire, un groupe d'extrême droite actif en France dans les années 1930, portaient une cagoule en certaines occasions : cela leur a valu de voir leur groupe surnommé « La Cagoule ».
À la suite de la troisième guerre du Golfe, les policiers et les militaires irakiens, comme ils opèrent aux côtés de l'armée américaine, se voient menacés ainsi que leur famille par la guérilla, et sont donc contraints à porter des cagoules pour ne pas être identifiés.

### Autres usages
La cagoule est portée par les sapeurs-pompiers lors des incendies pour ainsi limiter l'inhalation de fumées, protéger le visage des particules fines et du rayonnement.
Elle est portée par certains joueurs d'airsoft pour atténuer l'éventuel impact des billes sur le visage.
La cagoule trouve également un usage courant dans les jeux de soumission sexuelle, où elle est à base de matières élastiques (latex, élasthanne).
On trouve également des cagoules sans aucune ouverture, utilisées pour masquer la vue de condamnés à mort lors de leur exécution, ou en complément d'un zentai, c'est-à-dire une combinaison enveloppant le reste du corps.
Les personnes qui collectionnent les cagoules sont appelées cucullaphiles.

## Fabrication
Traditionnellement tricotée en laine, la cagoule peut également être faite avec grand nombre d'autres matériaux : soie, coton, polypropylène, néoprène ou tissu polaire.

### Matières ignifugées
La matière dont elle est faite peut être choisie pour ses propriétés ignifugeantes. Ceci trouve un intérêt dans un usage militaire, afin de protéger de la chaleur produite par l'explosion de grenades, ou encore dans le pilotage automobile, en particulier pour les dragsters, au cas où un incendie surviendrait à la suite d'un accident (les ouvertures étant alors généralement réduites aux yeux, afin d'éviter l'inhalation de fumées et de cendre).

## Culture populaire
En 2006, la cagoule a fait l'objet d'une chanson de Michaël Youn intitulée Fous ta cagoule : sur le mode de la parodie, il y incarne un personnage de rappeur savoyard, Fatal Bazooka, conseillant à son public de porter une cagoule pour ne pas prendre froid.
La cagoule est également devenue l'emblème de l'émission de Canal+ Action Discrète, dont les comédiens introduisaient au départ leurs magnétos[Quoi ?] et happenings déguisés en groupe de terroristes de l'humour. À partir de 2008, l'émission est enregistrée en public, dont chaque membre est encagoulé.

## Nom
La cagoule peut être désignée dans plusieurs langues (dont l'anglais, l'allemand, l'espagnol, le néerlandais, le norvégien, le suédois, l'ukrainien et le turc) sous le terme « balaclava » ou « balaklava ». Il s'agit, par antonomase, d'une référence à l'ancienne ville de Balaklava, en Crimée. Elle fut en effet le théâtre de la bataille de Balaklava, durant la guerre de Crimée, au cours de laquelle des cagoules tricotées ont été envoyées à destination des troupes britanniques, pour leur permettre de se protéger du froid.